# ییرژی هلدیک
ییرژی هلدیک (چکی: Jiří Hledík؛ ۱۹ آوریل ۱۹۲۹ – ۲۵ آوریل ۲۰۱۵) یک بازیکن فوتبال اهل جمهوری چک بود.

## باشگاهی
از باشگاه‌هایی که در آن بازی کرده‌است می‌توان به باشگاه فوتبال اسپارتا پراگ، دوکلا پراگ اشاره کرد.

## تیم ملی
وی سابقه ۲۸ بازی در تیم ملی فوتبال چکسلواکی را در کارنامه دارد.